# 土库曼斯坦议会
议会（土库曼语：Mejlis）为土库曼斯坦的一院制立法机构，曾为土库曼斯坦国家委员会下院，2021年3月至2023年1月21日期间与土库曼斯坦人民委员会共同组成土库曼斯坦两院制国家立法机构。
议会由125名议员组成，每届议会任期5年。现任议会主席是Dünýägözel Gulmanowa。议会由议长、副议长领导，下设5个委员会，分别为维护人权和自由委员会，科学教育和文化委员会，经济和社会政策委员会，国际和议会交流委员会，地方代表权力和自治机构工作委员会。委员会分为常设的和非常设的。